# Revelacions sobre la vigilància global (1970-2013)
Tot i que l'existència d'una vigilància global es va revelar per primera vegada a la dècada de 1970, no fou fins que es va fer pública l'existència de la xarxa ECHELON durant els anys 80 i la seva posterior confirmació durant els 90 que aquesta vigilància global va començar a rebre una gran atenció pública. El 2013, va guanyar l'atenció dels mitjans a tot el món a causa de les revelacions sobre la vigilància global fetes per Edward Snowden.